# Chiesa dei Santi Cosma e Damiano de Monte Granato
La chiesa dei Santi Cosma e Damiano de Monte Granato era una chiesa di Roma poco nota che si trovava in un'ubicazione incerta lungo la via delle Coppelle, vicino alla chiesa di San Salvatore alle Coppelle, nel rione Sant'Eustachio. Era dedicata ai santi Cosma e Damiano. Probabilmente fu demolita nel sedicesimo secolo o dopo.

## Storia
Questa chiesa viene menzionata nel catalogo di Cencio Camerario, una lista di chiese romane compilata da Cencio Savelli nel 1192, con il nome di Sco. Cosme Montis granatorum, nel catalogo di Torino (del 1320 circa) come Ecclesia sanctorum Cosme et Damiani de Monte Gravato e nel catalogo del Signorili (del 1425 circa) come Sci. Cosmae de Montegranato.
Secondo Mariano Armellini, l'ubicazione del "Monte Granato" è sconosciuta, ma non era distante dal luogo noto come "Posterula", poiché la chiesa dei Santi Cosma e Diamano si unì a quelle di Santa Maria in Posterula e San Biagio in Posterula nella controversia tra le basiliche di Sant'Apollinare e San Lorenzo in Damaso. Dai cataloghi di Torino e del Signorili, si presume che si trovasse vicino alla chiesa di San Salvatore alle Coppelle.
Nel 1560, la corporazione dell'Università dei Barbieri si trasferì in questa chiesa dalla chiesa antica dei Santi Cosma e Damiano in Banchi.